# Самора (провинция)
Самора (исп. Zamora) — провинция на западе Испании в составе автономного сообщества Кастилия и Леон. Административный центр — Самора.

## География
Территория — 10 561 км² (22-е место среди провинций страны). Основные реки — Дуэро и её притоки Вальдерадуэй, Эсла, Орбиго, Тера, Гуаренья, Тормес.

## История
- В 988 году Самора разорена мусульманами. После ожесточённого штурма мусульмане ворвались в Леон. Христиане во главе с графом Гонсало Гонсалесом были все перебиты, несмотря на мужественное сопротивление.

## Демография
Население — 198 тыс. (45-е место; данные 2005 г.). В 2002 г. население составляло 201 тыс. человек.

## Культура
В провинции Самора из местного овечьего молока производится «саморский сыр».